# کیرکسویل (ایلینوی)
کیرکسویل (به انگلیسی: Kirksville) یک منطقهٔ مسکونی در ایالات متحده آمریکا است که در شهرستان مولتری، ایلینوی واقع شده‌است. کیرکسویل ۲۰۶٫۰۵ متر بالاتر از سطح دریا واقع شده‌است.